# Stadion lekkoatletyczny w Suwałkach
Stadion lekkoatletyczny w Suwałkach – stadion lekkoatletyczny o pojemności 1040 osób z bieżnią która na łuku posiada sześć torów a na prostej osiem o długości 400 metrów, z boiskiem treningowym wewnątrz. Stadion posiada też dwa stanowiska do rzutu dyskiem i młotem, skocznie w dal i wzwyż. Na stadionie trenują lekkoatleci LUKS Hańczy Suwałki. Nieopodal stadionu znajdują się trzy korty tenisowe. Stadion jest czynny w okresie od maja do października.

## Modernizacja Stadionu
W 2013 roku została zaplanowana gruntowna modernizacja obiektu. Zostało zbudowane boisko do piłki siatkowej, ręcznej i koszykowej. Boisko trawiaste zostało dostosowane do możliwości rozgrywania na nim meczów piłki nożnej, a murawa będzie posiadała wymiary 100m x 64m. 
Przebudowa stadionu miała na celu spełnianie standardów PZLA klasy III.  Zbudowana została bieżnia treningowa o długości 80m., rzutnia do pchnięcia kulą (treningowa) i rozbieżnia do skoku wzwyż też do celów treningowych. Powiększono ilości torów do ośmiu na łuku, zamontowano oświetlenie, elektroniczną tablica wyników oraz wykonano nagłośnienia stadionu. Zbudowano pomieszczenie do pomiaru czasu. Wybudowano skocznię do trójskoku, skoku o tyczce i rzutnię do rzutu oszczepem. 
Ponadto zbudowano nową zadaszoną trybunę z 300 miejscami siedzącymi.